# 真柄秀子
真柄秀子（まがら ひでこ、1956年 - ）は、日本の政治学者。早稲田大学教授。専門は比較政治学。
早稲田大学政治経済学部卒業、シカゴ大学大学院で博士号取得。筑波大学社会科学系助教授を経て、早稲田大学政治経済学術院教授。

## 著書

### 単著
- 『西欧デモクラシーの挑戦――政治と経済の間で』（早稲田大学出版部, 1992年）
- 『体制移行の政治学――イタリアと日本の政治経済変容』（早稲田大学出版部, 1998年）

### 共著
- （井戸正伸）『比較政治学』（放送大学教育振興会, 2000年/改訂版, 2004年）
- （新川敏光・井戸正伸・宮本太郎）『比較政治経済学』（有斐閣, 2004年）

### 編著
- Economic Crises and Policy Regimes: The Dynamics of Policy Innovation and Paradigmatic Change, edited by Hideko Magara, Edward Elgar Publishing Ltd, 2014.

### 共編著
- （井戸正伸）『拒否権プレイヤーと政策転換』（早稲田大学出版部, 2007年）
- The Politics of Structural Reforms: Social and Industrial Policy Change in Italy and Japan, edited by Hideko Magara and Stefano Sacchi, Edward Elgar Publishing Ltd, 2013.

### 訳書
- ギジェルモ・オドンネル, フィリップ・シュミッター『民主化の比較政治学――権威主義支配以後の政治世界』（未來社, 1986年）
- ジョージ・ツェベリス『拒否権プレイヤー――政治制度はいかに作動するか』（早稲田大学出版部、2009年）